# Александар Радојичић
Александар Радојичић (Београд, 24. октобар 1987)  српски је глумац. Члан је Београдског драмског позоришта од октобра 2021. године, пре тога је био запослен у позоришту Бошко Буха.

## Биографија
Био је водитељ друге сезоне домаће верзије шоу програма X Factor, док се у наредним годинама опробао у путописним емисијама из серијала "Кроз Србију" односно "Бициклом кроз Србију", "Скијом кроз Србију" и "Пешке кроз Србију" које за циљ имају промоцију природе и туризма у Србији.
Водитељ је и музичке манифестације "Дечије београдско пролеће" 2024. године.
Почетак каријере му је обележила сарадња са Драганом Бјелогрлићем који му је, након филмова и серија "Монтевидео", дао прву главну улогу у телевијској серији Жигосани у рекету где игра кошаркаша Марка Ивановића.
У Театру на Брду игра дуговечну представу "Пази шта желиш" у режији Јане Маричић која се раније играла на другим позоришним сценама.
Сарађује са фотографом Милошем Надаждином на сликању за часописе о познатима.
За потребе филма и серије Бићемо прваци света у две недеље се угојио дванаест килограма јер у пројекту тумачи лик кроз различите животне доби. Играо је усерији Династија, лик возача Мајкла Колхејна односно Михајла Калајића.
У обнови представе "Тре сореле" 2020. године заменио је Андрију Милошевића у улози Дамјана, представа је са њим доживела још преко педесет нових изведби. Овом улогом се вратио и на сцену других позоришта, ван своје тадашње матичне сцене у "Бухи".

## Лични живот
Александар се крстио као већ одрасла особа, а кума му је глумица Александра Томић. Његову ћерку Ају је крстио глумац Виктор Савић. Разведен је.

## Улоге

### Филмографија
|                   | 1990▼ | 2000▼ | 2010▼ | 2020▼ | Укупно |
| ----------------- | ----- | ----- | ----- | ----- | ------ |
| Дугометражни филм | 0     | 1     | 9     | 2     | 12     |
| ТВ филм           | 1     | 0     | 0     | 0     | 1      |
| ТВ серија         | 0     | 2     | 11    | 6     | 19     |
| Кратки филм       | 0     | 0     | 1     | 0     | 1      |
| Укупно            | 1     | 3     | 21    | 7     | 32     |

| Год.          | Назив                                  | Улога                         |
| ------------- | -------------------------------------- | ----------------------------- |
| 1990-е▲       |                                        |                               |
| 1995.         | Све ће то народ позлатити (ТВ филм)    |                               |
| 2000-е▲       |                                        |                               |
| 2002.         | Приче о речима (серија)                |                               |
| 2008.         | Паре или живот (серија)                | Небојша Дидић                 |
| 2009.         | Медени месец                           | млади насилник                |
| 2010-е▲       |                                        |                               |
| 2010.         | Монтевидео, Бог те видео!              | Микица Арсенијевић — Балерина |
| 2010.         | Плави воз                              | Док                           |
| 2012.         | Плави воз (серија)                     | Док                           |
| 2012.         | Шешир професора Косте Вујића           | Милорад Митровић              |
| 2012.         | Монтевидео, Бог те видео! (серија)     | Микица Арсенијевић — Балерина |
| 2013.         | На путу за Монтевидео (серија)         | Микица Арсенијевић — Балерина |
| 2013.         | Шешир професора Косте Вујића (серија)  | Милорад Митровић              |
| 2014.         | Војна академија 2                      | Ненад, Шашин момак            |
| 2014.         | Сјене                                  | Франтишек Лебл                |
| 2014.         | Монтевидео, видимо се!                 | Микица Арсенијевић — Балерина |
| 2014.         | Андрија и Анђелка (серија)             | тренер                        |
| 2014. − 2017. | Војна академија (серија)               | Ненад                         |
| 2015.         | Мач освете                             |                               |
| 2015.         | Бићемо прваци света                    | Бора Станковић                |
| 2016.         | Прваци света (серија)                  | Бора Станковић                |
| 2018.         | Патуљци са насловних страна            | Боба Фурија                   |
| 2018.         | Патуљци са насловних страна (серија)   | Боба Фурија                   |
| 2018. − 2021. | Жигосани у рекету (серија)             | Марко Ивановић                |
| 2019.         | Балканска међа                         | Фадил                         |
| 2019.         | Пет (серија)                           | Ђоле „Прада”                  |
| 2019.         | Бисер Бојане (серија)                  | Небојша                       |
| 2020-е▲       |                                        |                               |
| 2020.         | Балканска међа (серија)                | Фадил                         |
| 2020.         | Златни дани (серија)                   | Змија                         |
| 2021. - 2023. | Бележница професора Мишковића (серија) | млади Веља Стевановић         |
| 2021.         | Династија (серија)                     | Михајло Калајић               |
| 2021.         | Државни посао (серија)                 | Бошкић после операције        |
| 2022.         | Чудне љубави (серија)                  | Бане                          |
| 2023.         | Заштита пре свега                      | Влада                         |
| 2023.         | Ургентни центар                        | Вук Тешић                     |
| 2024.         | Мегдан                                 | Никша                         |
| 2024.         | Љубав у доба короне                    | Макс Кохан                    |

### Позоришне представе
| Наслов                  | Улога                                           | Редитељ             | Позориште                       | Премијера           |
| ----------------------- | ----------------------------------------------- | ------------------- | ------------------------------- | ------------------- |
| Мала сирена             | Принц                                           | Милан Караџић       | Позориште „Бошко Буха”          | 1. март 2009.       |
| Василиса прекрасна      | Иван, царевић                                   | Милан Караџић       | Позориште „Бошко Буха”          | 22. јануар 2011.    |
| Просидбе                |                                                 | Немања Савковић     | Позориште „Бошко Буха”          | 26. фебруар 2011.   |
| Сумњиво лице            | Ђока                                            | Јагош Марковић      | Југословенско драмско позориште | 9. април 2012.      |
| Последњи змај           | Змај од Јастрепца                               | Милан Караџић       | Позориште „Бошко Буха”          | 11. април 2012.     |
| Иза кулиса              | Далас Лојд (премијерно играо Андрија Милошевић) | Југ Радивојевић     | Позориште „Бошко Буха”          | 9. мај 2012.        |
| Царев заточник          | Џин                                             | Милан Караџић       | Позориште „Бошко Буха”          | 11. новембар 2012.  |
| Снежна краљица          | Кај                                             | Милан Караџић       | Позориште „Бошко Буха”          | 11. децембар 2012.  |
| Злочин и казна          | Разумихин                                       | Ана Томовић         | Југословенско драмско позориште | 8. јун 2013.        |
| Госпођа Министарка      | Прија Соја (неколико глумаца у алтернацији)     | Taњa Maндић Ригoнaт | Позориште „Бошко Буха”          | 8. октобар 2013.    |
| У страху су велике очи  | Ђура                                            | Милан Караџић       | Позориште „Бошко Буха”          | 15. март 2014.      |
| Ана Карењина            | Стефан                                          | Југ Радивојевић     | Опера и театар Мадленијанум     | 26. април 2014.     |
| Мајстори, мајстори      | Шиља, наставник физичког                        | Милан Караџић       | Позориште „Бошко Буха”          | 2. април 2015.      |
| Црвенкапа               | Вук                                             | Даријан Михајловић  | Позориште „Бошко Буха”          | 27. април 2015.     |
| Пази шта желиш          |                                                 | Јана Маричић        | Установа културе Палилула       | 9. фебруар 2016.    |
| Звездарски витез        | Звездан                                         | Ђурђа Тешић         | Позориште „Бошко Буха”          | 19. март 2016.      |
| Аладинова чаробна лампа | Абн-Асур, велики везир                          | Милан Караџић       | Позориште „Бошко Буха”          | 25. фебруар 2017.   |
| Флорентински шешир      | Емил Таверније, поручник                        | Даријан Михајловић  | Позориште „Бошко Буха”          | 10. децембар 2017.  |
| Поштени провалник       | Провалник                                       | Милан Караџић       | Позориште „Бошко Буха”          | 13. октобар 2017.   |
| Тре сореле              | Дамјан                                          | Милан Караџић       | Звездара театар                 | 7. фебруар 2020.    |
| Мачор у чизмама         | Млинар Жил, Мачор Фјодор                        | Југ Радивојевић     | Позориште „Бошко Буха”          | 16. мај 2021.       |
| Заљубљени Шекспир       | Лорд Весекс                                     | Ана Томовић         | Београдско драмско позориште    | 26. март 2022.      |
| Божанствена комедија    | Данте                                           | Франк Касторф       | Београдско драмско позориште    | 29. октобар 2022.   |
| Не играј на Енглезе     | Пикси                                           | Сташа Копривица     | Београдско драмско позориште    | 24. фебруар 2023.   |
| Шарлота Кастели         | Леон Глембај                                    | Вељко Мићуновић     | Београдско драмско позориште    | 28. септембар 2024. |